# NGC 810-1
NGC 810-1 is een elliptisch sterrenstelsel in het sterrenbeeld Ram. Het hemelobject werd op 11 december 1871 ontdekt door de Franse astronoom Édouard Jean-Marie Stephan. Het sterrenstelsel bevindt zich dicht bij NGC 810-2.

## Synoniemen
- PGC 7965
- UGC 1583
- MCG 2-6-26
- ZWG 438.24